# Pixel 4a
Pixel 4a и Pixel 4a 5G — пара Android-смартфонов, разработанных, и продаваемых Google как часть линейки продуктов Google Pixel. В совокупности они служат вариантами среднего класса Pixel 4 и Pixel 4 XL. О Pixel 4a было объявлено 3 августа 2020 г. в пресс-релизе, а о Pixel 4a 5G было объявлено 30 сентября 2020 г. на мероприятии «Launch Night In».

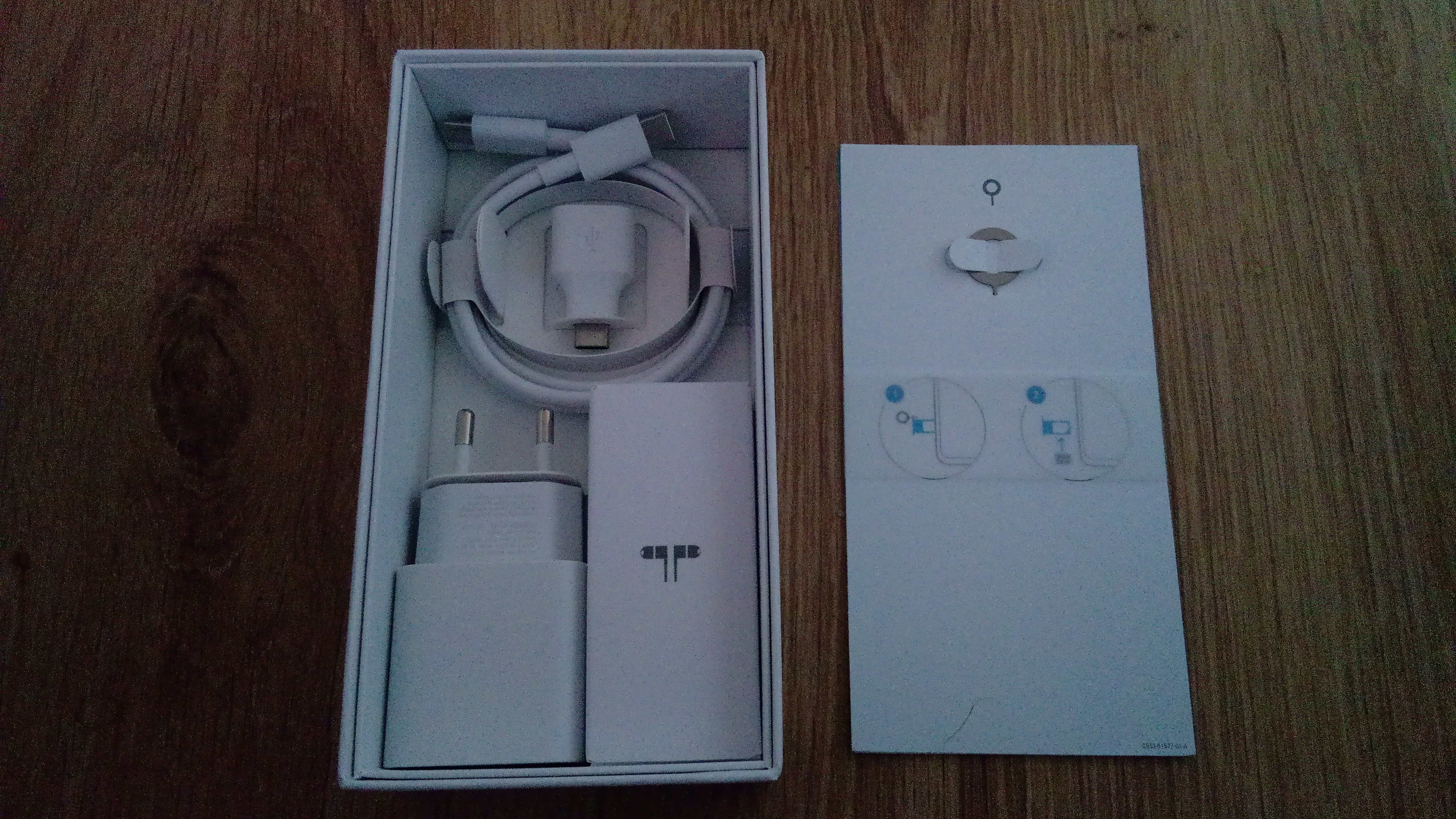
Комплектация

## Спецификации

### Дизайн и аппаратное обеспечение
Pixel 4a и 4a 5G напоминают Pixel 4, но имеют цельную конструкцию из поликарбоната и стекло Gorilla Glass 3 для экрана. Оба устройства доступны в цвете Just Black. «Чисто-белый» доступен только для Pixel 4a 5G только на Verizon с поддержкой миллиметрового диапазона (mmWave) при запуске. Позже в Google Store был добавлен ограниченный выпуск синего цвета для Pixel 4a. На задней панели находится ёмкостный датчик отпечатков пальцев, расположенный под объективом камеры. Оба имеют стереодинамики, один расположен на нижнем краю, а другой служит динамиком, а также разъём для наушников 3,5 мм. Порт USB-C используется для зарядки и подключения других аксессуаров.
Pixel 4a оснащён системой на кристалле Qualcomm Snapdragon 730G / графическим процессором Adreno 618, а Pixel 4a 5G оснащён системой на кристалле Qualcomm Snapdragon 765G / графическим процессором Adreno 620. Оба имеют 6 ГБ оперативной памяти и 128 ГБ встроенной памяти без возможности расширения. Им не хватает беспроводной зарядки, водонепроницаемости, Active Edge и Pixel Neural Core (PNC), которые являются стандартными для Pixel 4. Ёмкость аккумулятора составляет 3140 мАч для Pixel 4a и 3885 мАч для Pixel 4a 5G; поддерживается быстрая зарядка до 18 Вт (USB Power Delivery, с использованием адаптера, входящего в комплект).
Pixel 4a и Pixel 4a 5G оснащены OLED-дисплеем с разрешением 1080p и поддержкой HDR размером 5,8 и 6,2 дюйма соответственно. Дисплей имеет тонкие ровные рамки и круглый вырез в верхнем левом углу для фронтальной камеры с соотношением сторон 19,5:9.
Pixel 4a и Pixel 4a 5G имеют приподнятый квадратный модуль, в котором находится камера. Pixel 4a имеет одну заднюю камеру с тем же 12,2-мегапиксельным сенсором, что и Pixel 4; Pixel 4a 5G добавляет дополнительный 16-мегапиксельный сверхширокий датчик. Фронтальная камера имеет 8-мегапиксельный сенсор. Оба телефона могут записывать видео с разрешением 4K; Pixel 4a ограничен 30 кадрами в секунду, а Pixel 4a 5G поддерживает 60 кадров в секунду. У них есть Google Camera 7.4 с программными улучшениями, включая Live HDR+ с двойным управлением экспозицией, улучшенный ночной прицел с режимом астрофотографии и улучшенный портретный режим с более реалистичным боке. Google также предлагает неограниченное облачное хранилище фотографий в «высоком качестве»; хранилище исходного разрешения требует, чтобы пользователи платили за Google One.

Вид сзади

### Программное обеспечение
Pixel 4a поставлялся с Android 10 и версией 7.4 приложения Google Camera при запуске, а Pixel 4a 5G поставлялся с Android 11 и версией 8.0 приложения Google Camera при запуске. Ожидается, что оба получат основные обновления ОС в течение 3 лет с продлением поддержки до 2023 года и будут иметь такие функции, как экран вызова и приложение личной безопасности.

## Приём
Pixel 4a был выпущен и получил в целом положительные отзывы, многие рецензенты хвалили качество камеры и общее соотношение цены и качества. Линн Ла из CNET дала Pixel 4a оценку 8,4/10, считая, что у него лучшее качество фотографий среди телефонов в том же ценовом диапазоне. Дитер Бон из The Verge похвалил телефон за отличную камеру и приемлемое время автономной работы, но раскритиковал посредственную производительность записи видео, отсутствие беспроводной зарядки и водонепроницаемость. Брайан Чен из The New York Times сравнил Pixel 4a с iPhone SE второго поколения, отметив, что у Pixel были превосходные фотографии при слабом освещении, а также лучший дисплей и время автономной работы, но у iPhone была лучшая производительность. Сэмюэл Гиббс из The Guardian заявил, что телефон работает плавно и имеет лучшее время автономной работы, чем Pixel 3a XL и iPhone SE.

## Известные вопросы

### Исправлены проблемы
Некоторые пользователи Pixel 4a 5G сообщали о проблемах с сенсорным экраном. Google устранил эту проблему в февральском обновлении безопасности.